# Zion Train
Gli Zion Train sono un gruppo dub britannico. Si formano nel 1988 ad Oxford come sound system grazie a Neil Perch, Ben Hamilton e Ajax Scott, ai quali nel 1990 si aggiungono Colin Cod e Dave Tench, dopo che il gruppo si è trasferito a Londra. Nel 1992 si aggiunge la cantante Molara.
I primi brani incisi sono i singoli Power One e Power Two, che agli inizi degli anni 90 diventano successi della scena dub.
Nel 1992 pubblicano il singolo Follow Like Wolves che, mischiando i generi dub e acid house li fa emergere come innovatori.
Al loro secondo album Natural Wonders of the World in Dub, un successo nelle classifiche inglesi nel 1994, seguono altri EP.
Inoltre pubblicano remix di brani di artisti quali The Shamen, Afro Celt Sound System, Loop Guru, Kava Kava, Vibronics, Professor Skunk, Dub All Sense e Dubmatix.
Sin dal 1995 sulla loro etichetta discografica, Universal Egg, pubblicano dischi in vinile e CD.

## Formazione
- Neil Perch - elettronica, produttore (dal 1988)
- David Tench - produttore (?-2001)
- Dave Hake - tromba (dal 1990)
- Chris - trombone (?-2001)
- Bigga - trombone (1999-?)
- Colin Cod - melodica (?-2001)
- Molara - voce (?-2005)
- Dubdadda - voce (dal 2001)

## Discografia

### Albums
- A Passage to Indica (Universal Egg, 1993)
- Natural Wonders of the World in Dub (Universal Egg, 1994)
- Siren (China Records, 1995)
- Homegrown Fantasy (China, 1995)
- Grow Together (China, 1996)
- Single Minded and Alive (compilation, 1997)
- Love Revolutionaries (Universal Egg, 2000)
- Secrets of the Animal Kingdom in Dub (Universal Egg, 2000; recorded 1994)
- Original Sounds of the Zion (Universal Egg, 2002)
- Original Sounds of the Zion Remixed (Universal Egg, 2004)
- Live as one (Universal Egg, 2007)
- Live As One Remixed (Universal Egg, 2009)
- State of Mind (Universal Egg, 2011)